# Aerogastria
Aerogastria – obecność powietrza w żołądku, dostałego się tam podczas połykania pokarmu lub (często u osób cierpiących na zwiotczenie żołądka) wskutek zassania (aerofagia).